# Konnopke’s Imbiß

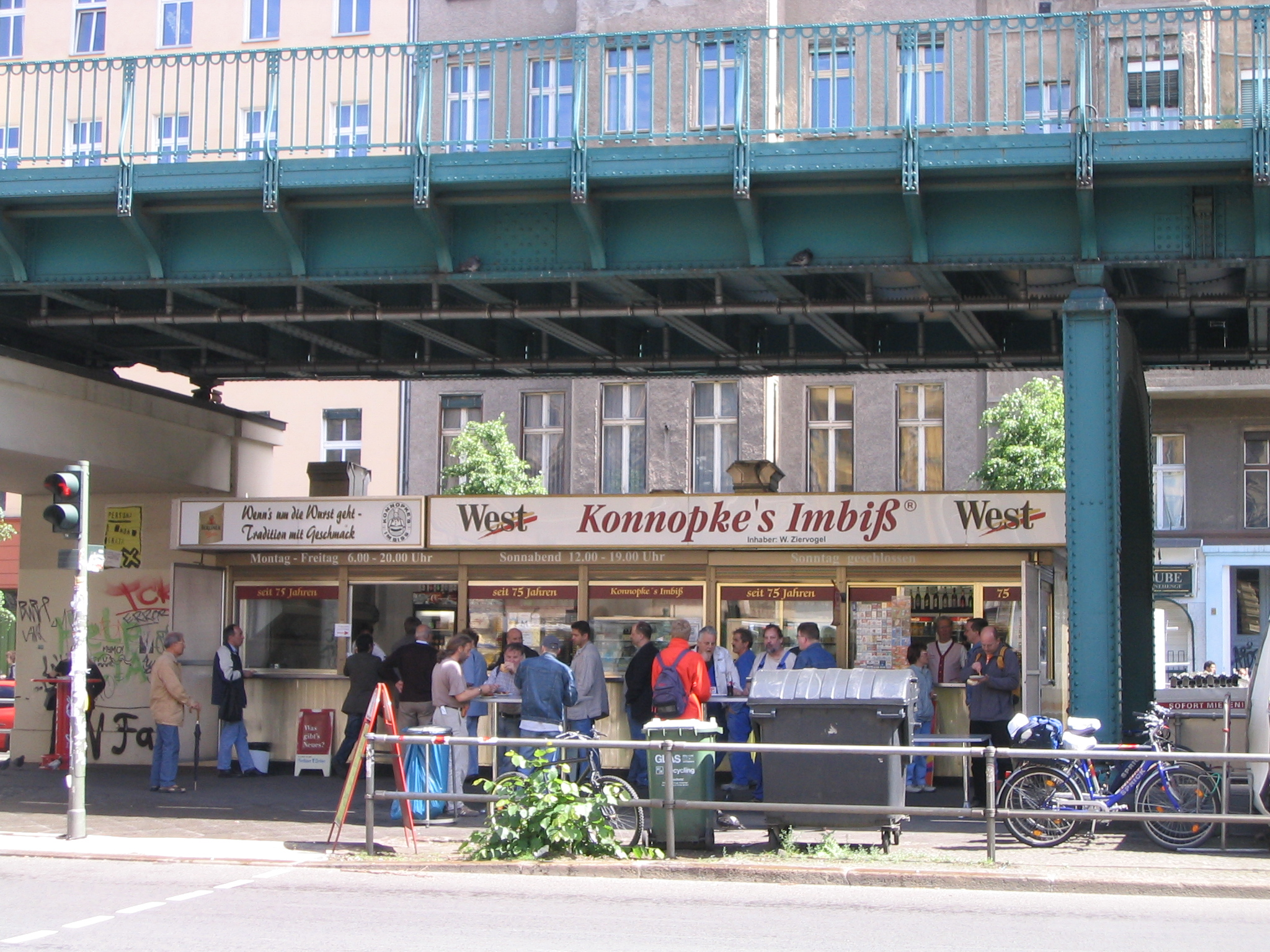
Konnopke’s Imbiß, фото 2006 года

Konnopke’s Imbiß (сокр. Konnopke) — старейший и самый богатый традициями уличный киоск-закусочная в германской столице. Известное в Берлине предприятие общественного питания, прославившееся тем, что первым в 1960 году предложило карривурст в Восточном Берлине.

## Название
Имбис (нем. Imbiß) переводится с немецкого как «закуска», а (нем. Imbissbude) как место, где можно «перекусить». Немецкое название «Konnopke’s Imbiß», означающее «Закусочная Коннопке» (сокр. «Коннопке»), включает фамилию Макса Коннопке (нем. Max Konnopke) — инициатора создания и первого хозяина этого частного пункта общественного питания.

## Расположение

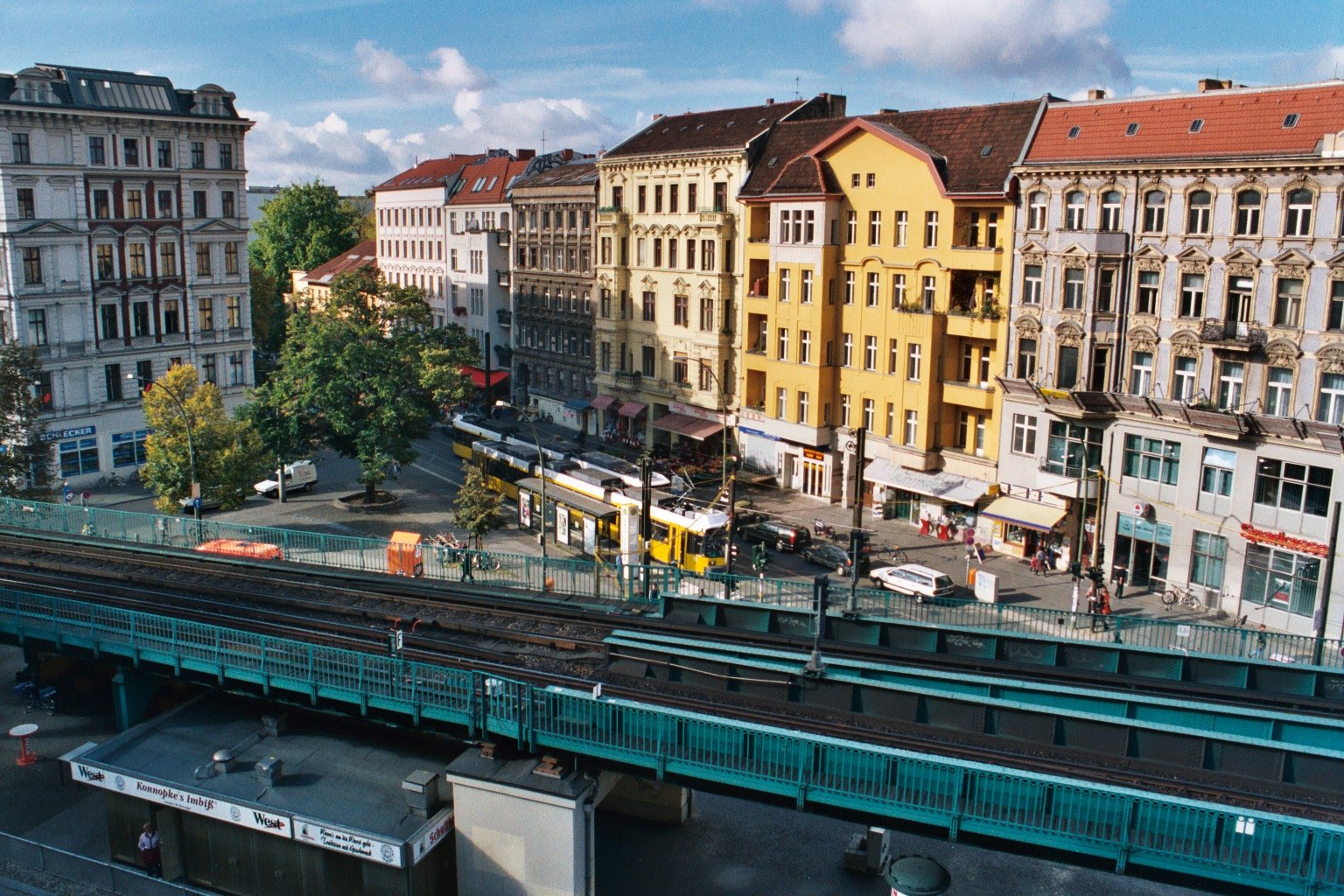
На перекрёстке Шёнхаузер-аллее и Кастаниен-аллее под эстакадой линии метро U2

Самая известная торговая точка Konnopke расположена в районе Пренцлауэр-Берг на одном из оживлённых перекрёстков Шёнхаузер-аллее под эстакадой линии U2, возле станции метро «Эберсвальдер-штрассе». В 2018 году с вывески «Konnopke’s Imbiß» неизвестные удалили окончание «’s». На фоне обсуждений этого факта в СМИ, пока искали виновников, возрос наплыв посетителей, поспешивших сфотографироваться на память под надписью без «’s».
Второй известный киоск Konnopke в районе Вайсензее на Антонплац (нем. Antonplatz) закрылся в 2000 году. Через семь лет после этого в августе 2007 года был открыт новый филиал Konnopke на улице Ромена Роллана (нем. Romain-Rolland-Str. 16) в северо-восточном
районе Хайнерсдорф.

## История
- Росписи с историческими мотивами под эстакадой метро</span

"
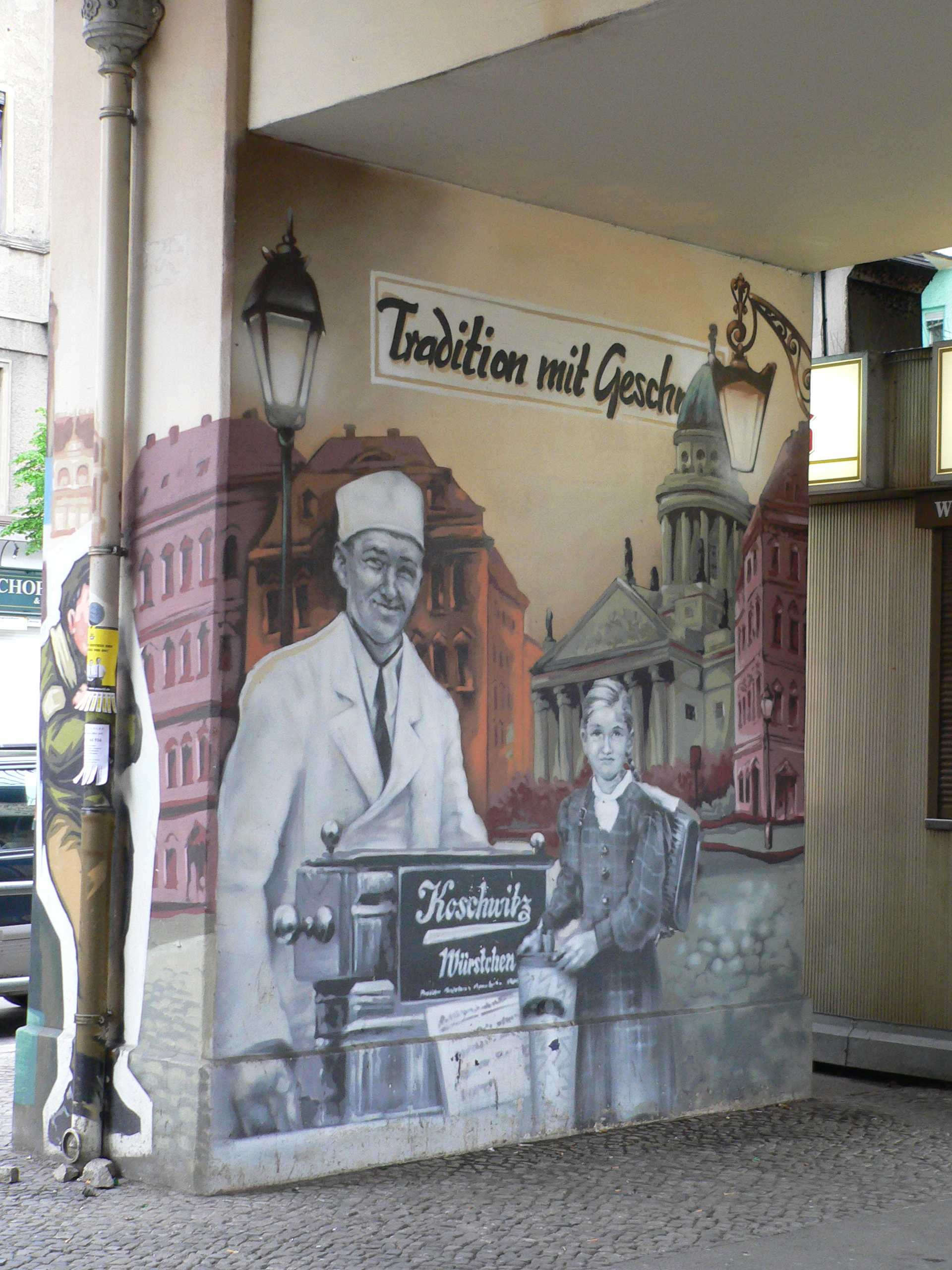
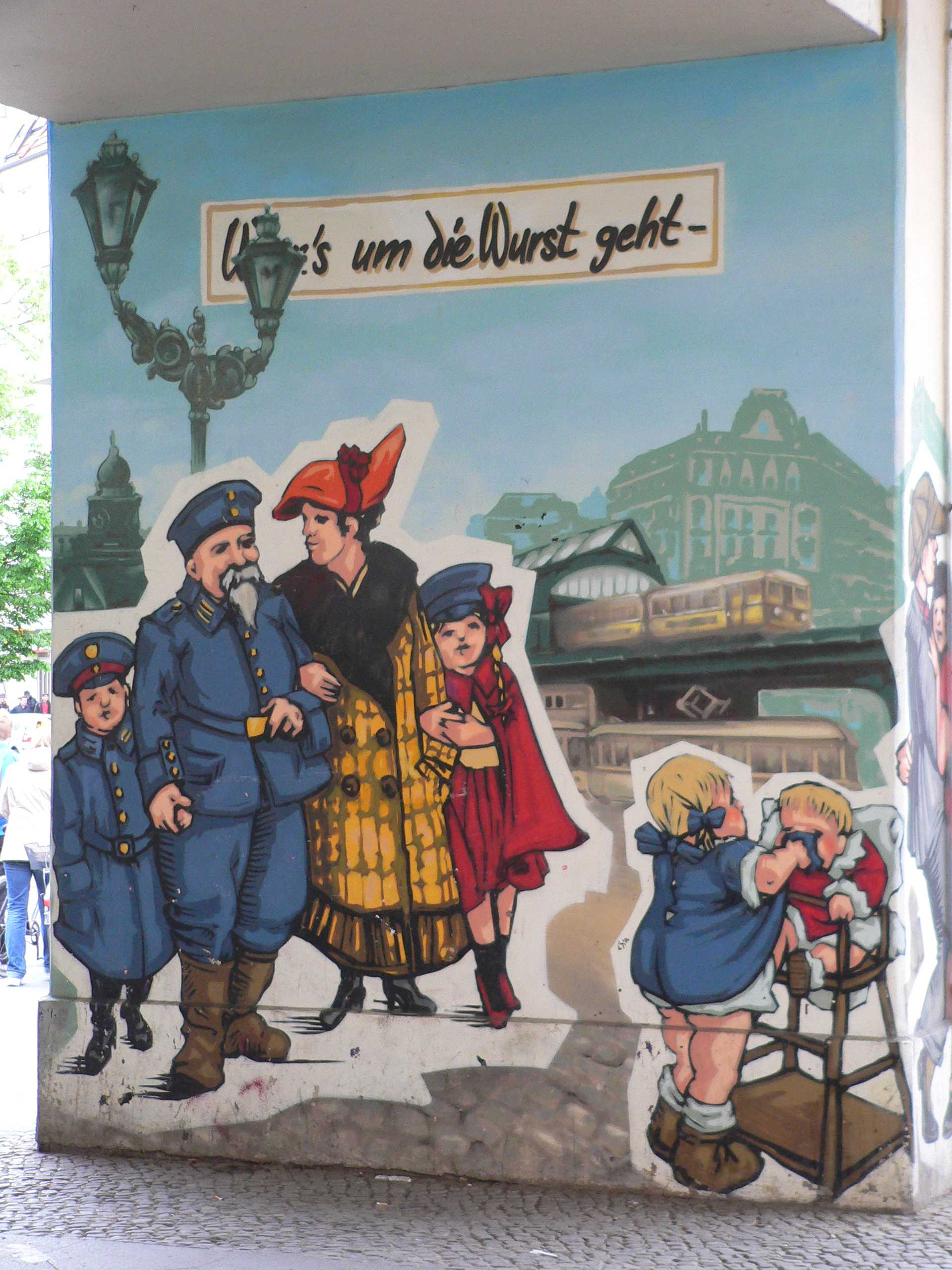

История Konnopke началась в 1930 году, когда переехавший из Котбуса в Берлин Макс Коннопке стал продавать горячую еду на улицах с семи часов вечера до пяти утра, поскольку тогда ещё не было разрешения на подобную торговлю в дневное время. К Максу после свадьбы присоединилась жена Шарлотта (нем. Charlotte  Konnopke). Основное, что им тогда требовалось, — это складной стол, большой зонт и котёл с горячими сосисками. После приобретения Максом мотоцикла появилась возможность торговать не только на уличных перекрёстках, но и на строительных площадках. Когда стало трудно с мясными продуктами, они переключились на горячие картофельные оладьи.
В 1941 году Макса забрали на фронт, а Шарлотта осталась с двумя малолетними детьми. Вернувшись в 1947 году из плена, Макс при поддержке муниципальных властей установил два деревянных торговых киоска: один в Пренцлауэр-Берге, другой — в Вайсензее. Было время, когда они торговали не в киосках, а в вагонах на колёсах.
Постепенно Konnopke становился узнаваемым пунктом общественного питания, в котором трудились уже выросшие дети Макса и Шарлотты. Дочь Вальтрауд освоила профессию пекаря, а сын Гюнтер — мясника. Именно Гюнтер Коннопке, который работал некоторое время в примыкающем к Пренцлауэр-Бергу западноберлинском районе Веддинг, узнал про успешное распространение там нового блюда карривурст.
С 1960 года Konnopke прославился тем, что в советском секторе Берлина начал предлагать посетителям карривурст, приготовленный по домашнему рецепту без кетчупа, которого в восточном Берлине не было.
В туристическом выпуске ADAC-1969 Макса Коннопке даже назвали королём сосисок Восточного Берлина — «King of Currywurst Ost».

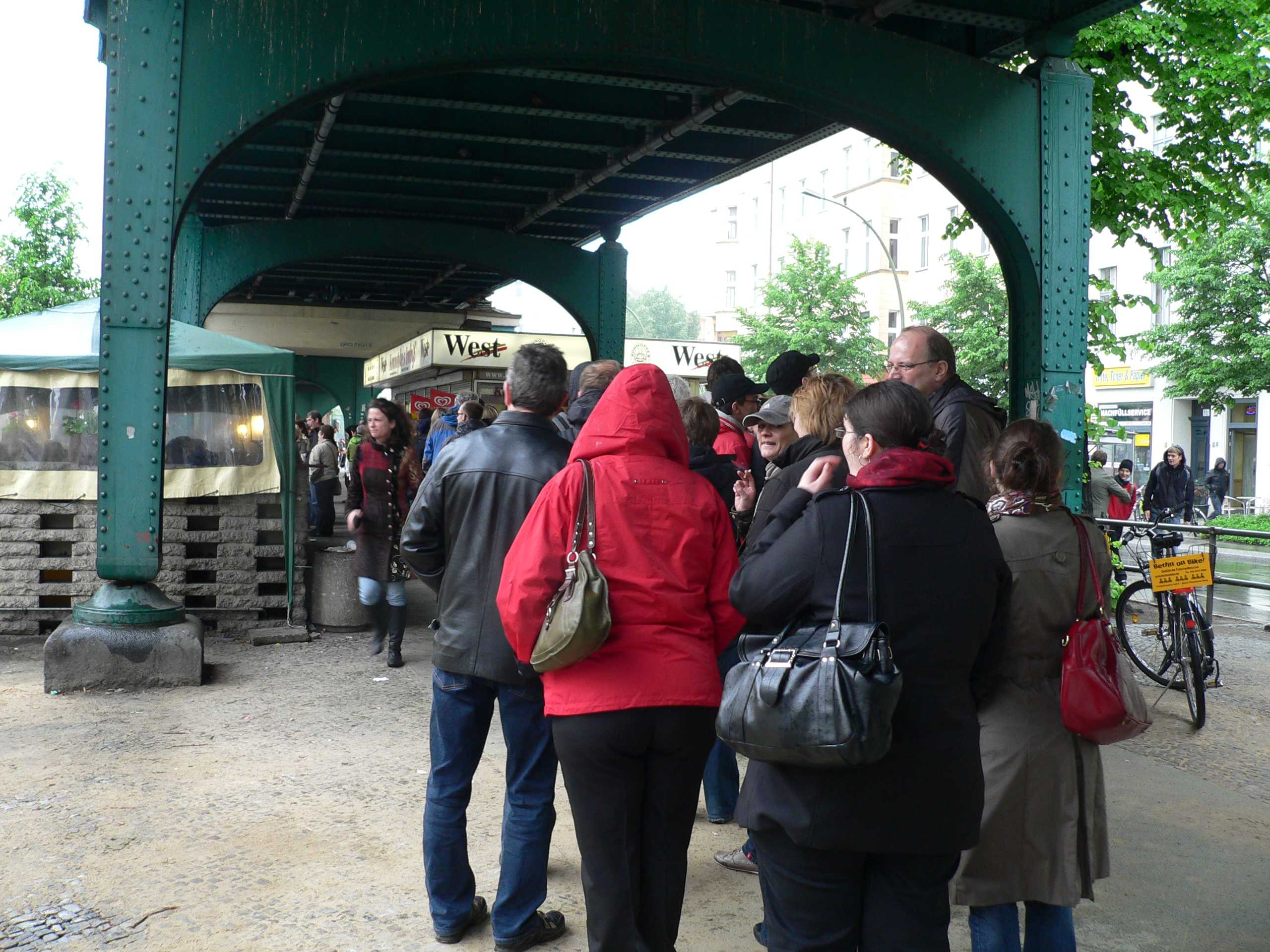
Очередь к Konnopke под эстакадой, май 2010
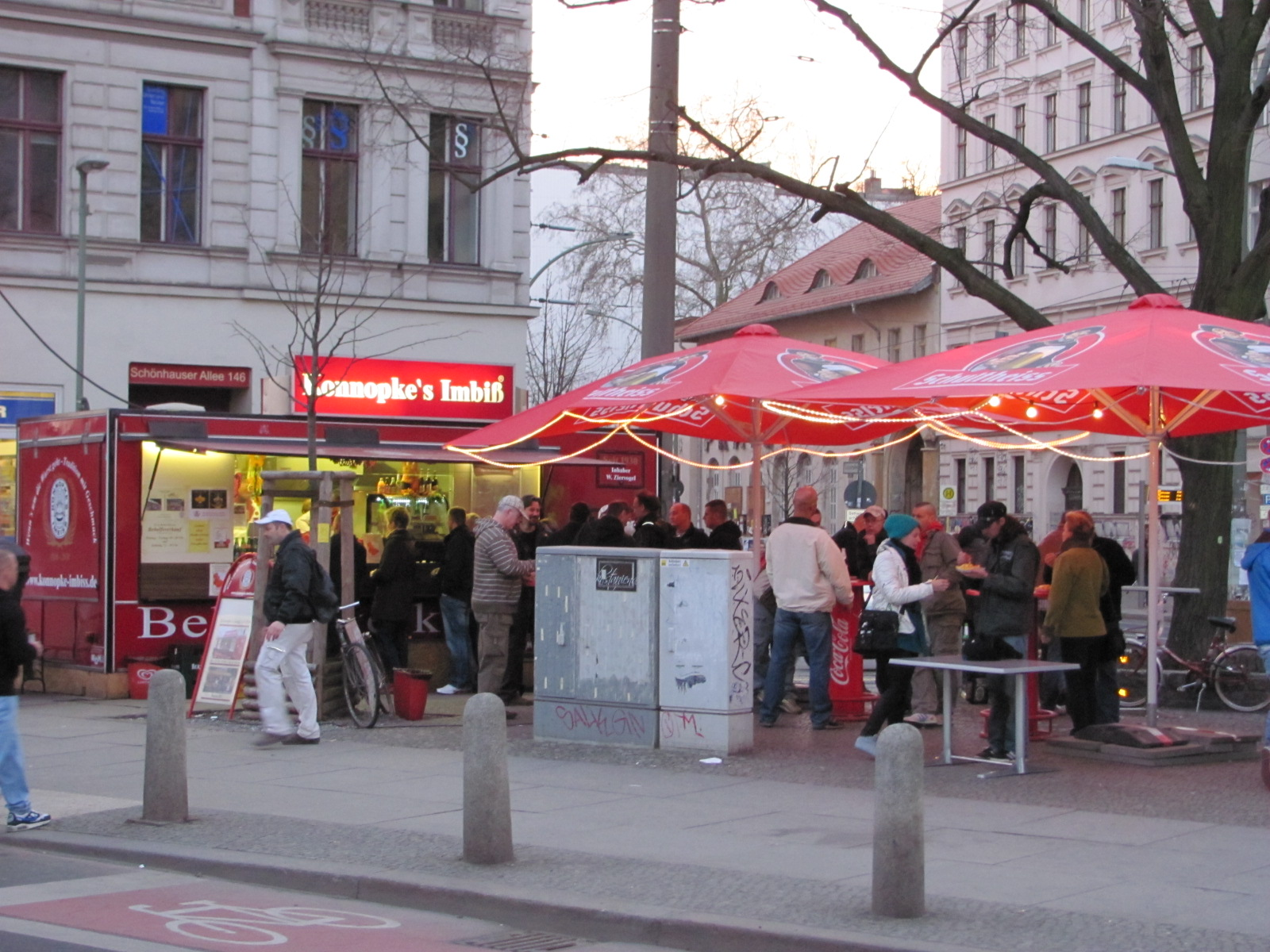
Временное расположение рядом с эстакадой, март 2011
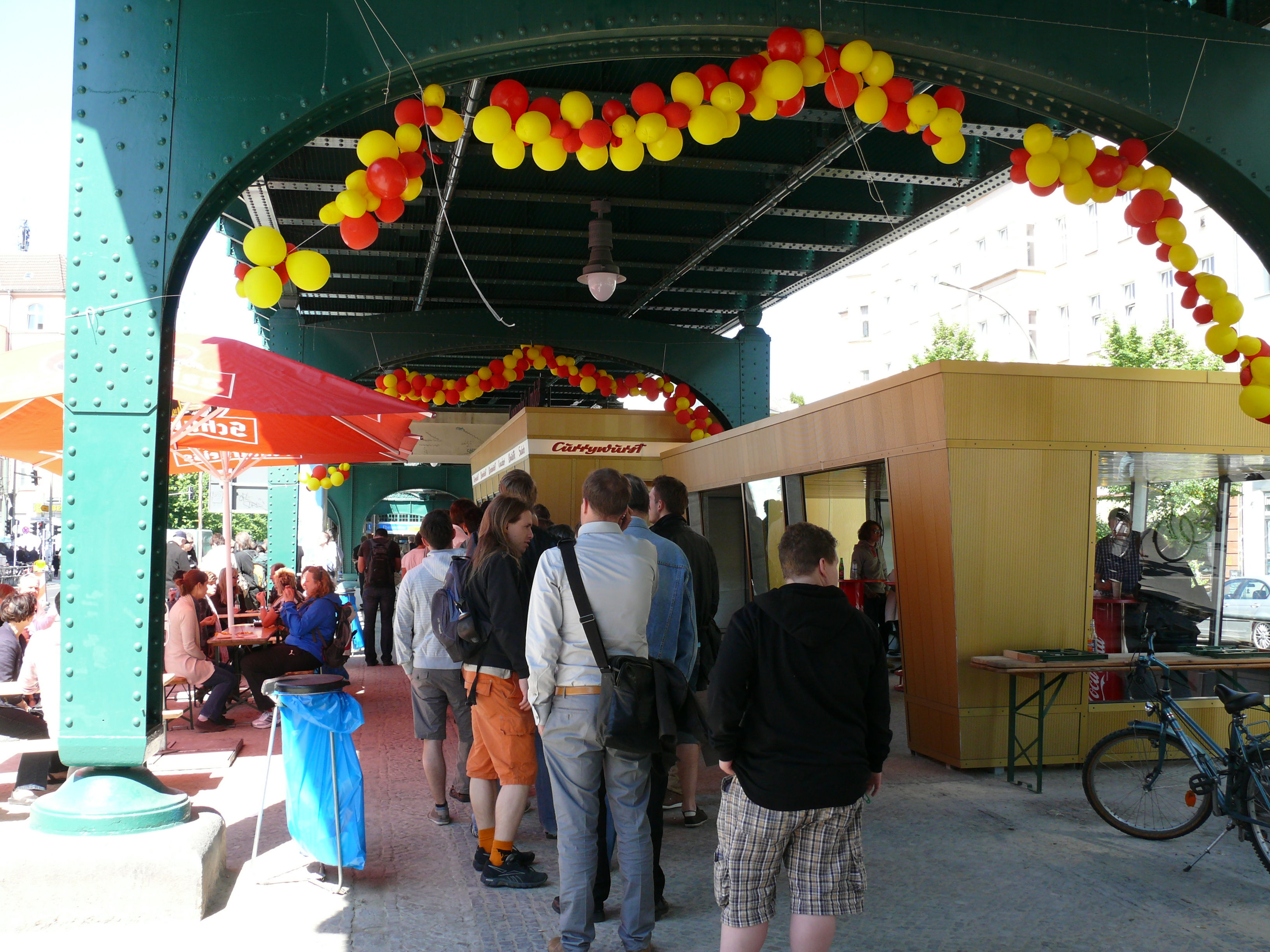
Открытие после реконструкции, апрель 2011

В 2010 году Konnopke отмечал свой 80-летний юбилей. Оптимистичные прогнозы пришли на смену тревожным слухам о том, что киоск могут снести из-за ремонтных работ на отрезке линии метро возле станции «Эберсвальдер-штрассе». В апреле 2011 года основной пункт после реконструкции открылся с обновлённым дизайном на своём привычном месте под эстакадой вдоль Шёнхаузер-Аллее. Нынешние владельцы киоска — уже 4-е поколение семейства Коннопке.